# 天主教伊塞萊-烏庫教區
天主教伊塞萊-烏庫教區 （拉丁語：Dioecesis Isseleukuana）是尼日利亞一個羅馬天主教教區，屬貝寧城總教區。
教區成立於1973年7月3日，位於三角州北部。2006年有教友308,596人（佔轄區人口31.0%）、卅六個堂區、八十九名司鐸。現任教區主教為彌額爾‧奧多古‧埃盧埃。